# Чернова, Евгения Константиновна
Евгения Константиновна Чернова (род. 23 марта 1988, Казахская ССР, СССР) — российская баскетболистка, выступавшая в амплуа форварда. Победитель Мировой лиги 2004 года.

## Биография
Евгения Чернова родилась в спортивной семье, мама занималась баскетболом, а папа играл в водное поло за казахстанские команды. Является воспитанницей Самарского государственного училища олимпийского резерва.
2004 год для 16-ти летней баскетболистки стал богатым на события. В составе кадетской сборной России Евгения завоёвывает бронзовые медали на чемпионате Европы в Италии (8 игр, 9,8 очка в среднем за матч). Затем она подписывает свой первый профессиональный контракт с одним из «грандов» европейского баскетбола «ВБМ-СГАУ». С самарским клубом Чернова участвует в розыгрыше Мировой лиги. Выступая в одной команде с Абросимовой, Степановой, Корстин, Осиповой и другими Евгения становится победителем данного турнира (3 игры из 5).
В первом своём сезоне российского первенства Евгения участвует в 9 играх «звёздной» команды, остальную часть сезона в первенстве ДЮБЛ среди юниорок. Во втором ещё хуже — только 2 игры, Чернова в основном играет за молодёжный состав в низших лигах чемпионата России.
В 2006 году баскетболистка приняла участие в юниорском чемпионате Европы, где сборная России заняла крайне низкое, для себя место, 11-е. Сезон 2006/07 Евгения полностью проводит в фарм-клубе, уже переименованной команды «ЦСКА». За два последующих сезона, баскетболистка проводит на высшем уровне лишь 4 игры, при этом в 2009 году выигрывает первый чемпионат среди молодёжных команд Суперлиги «А». После пяти лет в самарском клубе Чернова переезжает в Курск, но и там ей место нашлось только в дубле «Динамо».
В поисках игровой практики Евгения появляется в Казахстане, где в сезоне 2010/11 становится обладателем национального кубка и получает серебряные медали чемпионата Казахстана. После вояжа в Среднюю Азию баскетболистка возвращается в Россию выступать за клуб подэлитного дивизиона «Ростов-Дон». Этот сезон в Ростове Чернова провела отлично, в финальной серии «Суперлиги» против «Казаночки» у неё лучший бомбардирский показатель (11,7 очков). В следующем году «Ростов-Дон» вошёл в «Премьер-лигу», но уже без Евгении. Она снова уехала в Казахстан, где в 24 года закончила баскетбольную карьеру.
Замужем за футбольного вратаря Артёма Москвина («КАМАЗ», «Газовик»).

## Достижения
- Бронзовый призёр чемпионата Европы среди кадеток: 2004
- Победитель Мировой лиги: 2004
- Серебряный призёр чемпионата Казахстана: 2011
- Обладатель кубка Казахстана: 2010